# Serie 269 de Renfe
La serie 269 de Renfe son unas locomotoras, apodadas "las japonesas" debido a su casa licenciataria (Mitsubishi), que han formado la serie más importante y extensa de locomotoras eléctricas de Renfe, con un total de 265 unidades fabricadas entre los años 1973 y 1985. Estas locomotoras han remolcado todo tipo de trenes: Estrellas, Diurnos, Talgos a alta velocidad, mercancías e incluso trenes de cercanías. 
Esta serie, inicialmente dividida en 4 subseries (0, 200, 500 y 600), es de estructura similar a las series 279 y 289 pero monotensión a 3 kV. La subserie 600 de 4 unidades es precursora de las 251 con un equipo chopper; también ha sido utilizada para realizar trayectos y pruebas a 200 km/h. 
La última de todas ellas (la 269.604-5), apodada como "Gato montés" y conocida como "La Gata", tiene incluso la caja modificada para este fin con un testero aerodinámico. Actualmente preservada y mantenida por la Asociación  de Amigos del Ferrocarril de Madrid y en perfecto estado de marcha. También ha sido declarada como vehículo histórico por la Fundación de los Ferrocarriles Españoles. La 269-601, permanece conservada  y mantenida en el Museo del Ferrocarril de Galicia. Por otra parte la 269.236 se encuentra en proceso de restauración por la Asociación Madrileña para la Restauración de Material Ferroviario y la 269.508 está en proceso de restauración por parte de la Asociación Zaragozana de Amigos del Ferrocarril y Tranvías.
Tras la progresiva sustitución de estas locomotoras por otras de más potencia y más modernas, como la serie 252 para trenes de viajeros y la serie 253 para mercancías, Renfe operadora ya no tiene ninguna en servicio, y con su retirada masiva en 2015, fueron alquiladas vendidas a través de Renfe alquiler a empresas de arrendamiento como CEFSA o Athos Rail, quienes las alquilan a operadores privados como Low Cost Rail. Otras fueron directamente vendidas a operadores privados como ALSA Rail. Cuatro unidades fueron vendidas a la Empresa de los Ferrocarriles del Estado de Chile y otras cuatro unidades fueron preservadas por asociaciones y museos. De las 265 locomotoras construidas, 160 ya han sido desguazadas y utilizadas para piezas de repuestos para el resto de la serie.

## Subseries originales
Estas son las subseries originales de las 265 locomotoras, aunque después de todas las renumeraciones, locomotoras desguazadas, accidentadas o vendidas a otros países, las subseries no tienen todas sus unidades.

### Subserie 269.000

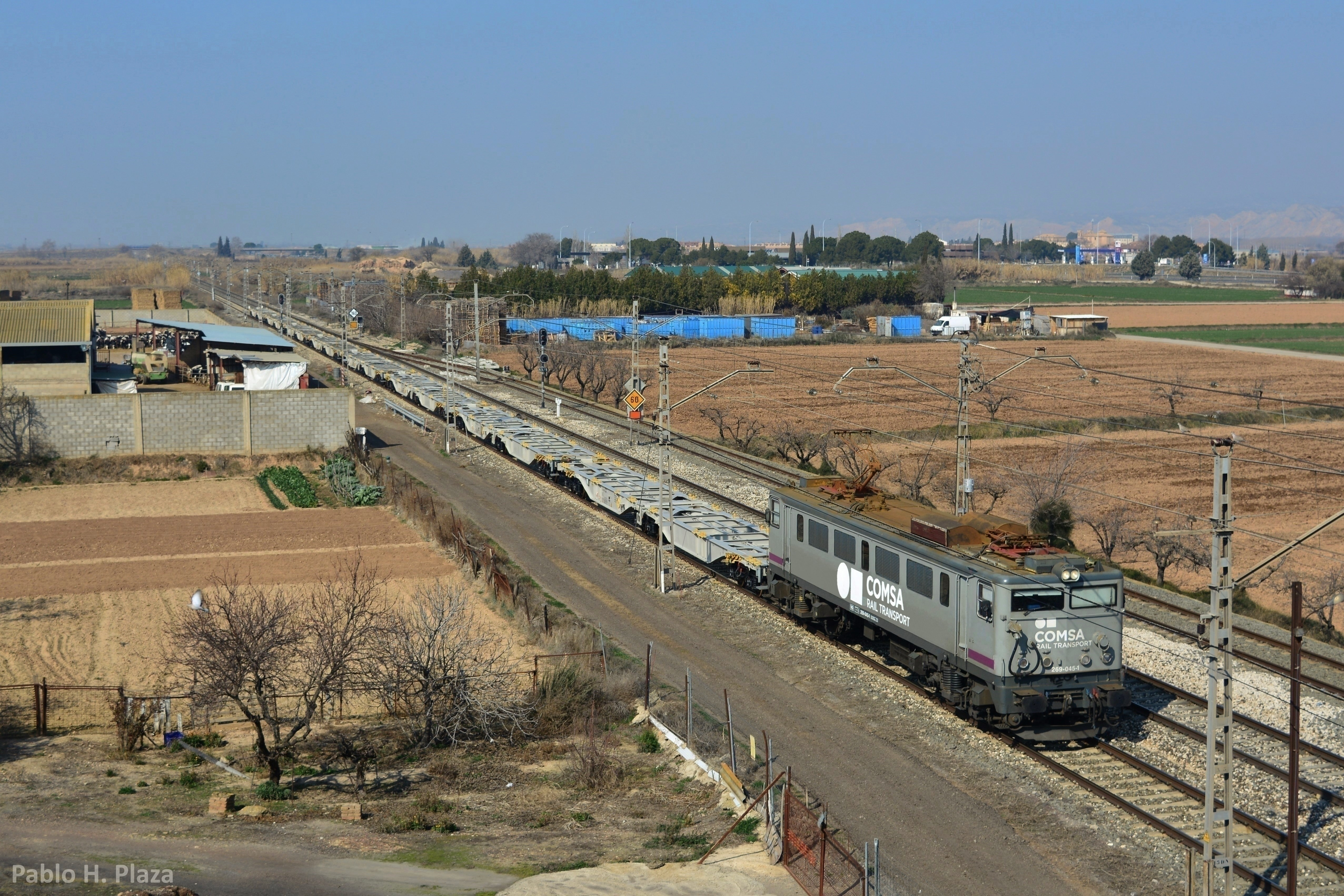
La locomotora 269-045 alquilada a Comsa Rail Transport, con un corte de plataformas vacías entrando en la estación de Casetas

Esta primera subserie de las 269 consta de 108 unidades construidas entre los años 1973 y 1978, los bogies son monomotor birreductor que permiten unas velocidades máximas de 80 km/h en el transporte de mercancías y 140 km/h para los trenes de pasajeros. En esta subserie se añadieron 5 locomotoras de la subserie 500. Actualmente solo quedan operativas algunas unidades ya vendidas a Athos Rail o Raxell Rail a operadores ferroviarios privados.

### Subserie 269.200

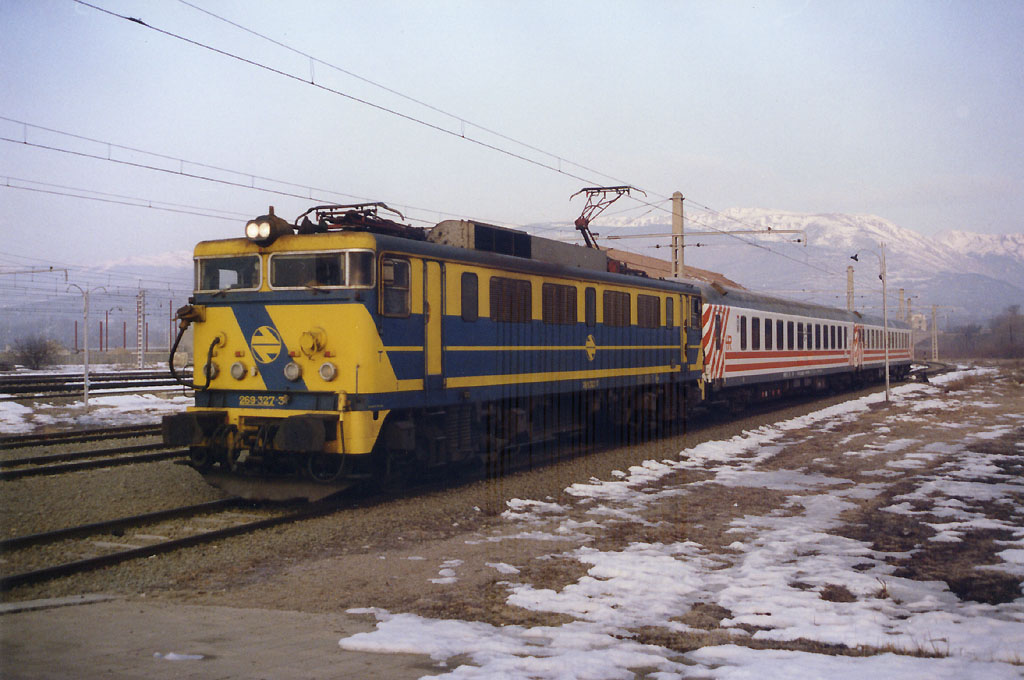
Locomotora 269-327 en decoración milrayas con el tren Pullman Cerdanya, entrando a Puigcerdá

La subserie 200 es la más numerosa de las 269 con 131 unidades entregadas entre los años 1980 y 1985, esta subserie mejoraba las velocidades de la anterior con velocidades máximas de 100 km/h para el transporte de mercancías y 160 km/h para el de pasajeros.
Recientemente la locomotora 269.236 se encuentra preservada por AREMAF, se encuentra en proceso de restauración con su esquema de pintura original.

### Subserie 269.500
Esta subserie sólo constó de 22 unidades fabricadas entre 1974 y 1979, de las cuales 5 de estas unidades han sido renumeradas como subserie 0, la velocidad máxima de estas es igual que la de las 200, 100 km/h para los mercancías y 160 para pasajeros. A día de hoy, la unidad 269.508 se encuentra preservada por AZAFT en proceso de restauración.

### Subserie 269.600
Esta subserie es la más especial de las 4 a pesar de que únicamente se fabricaron 4 unidades en los años 1981 y 1982. Trae un equipo de regulación de control chopper lo que redunda en un mejor rendimiento.
Años más tarde fueron reformadas con nuevos bojes capaces de soportar 200km/h de velocidad máxima. Una de las 4 sufrió además una reforma en la caja con un diseño más moderno que el original, más aerodinámico y algo más ligero. El modelo particular es la 269-604-5 denominada como Gato Montés, que se usó para realizar pruebas a más de 200km/h. Este mote es debido a la pegatina que tenía la locomotora en un lateral con el dibujo de un gato robótico.

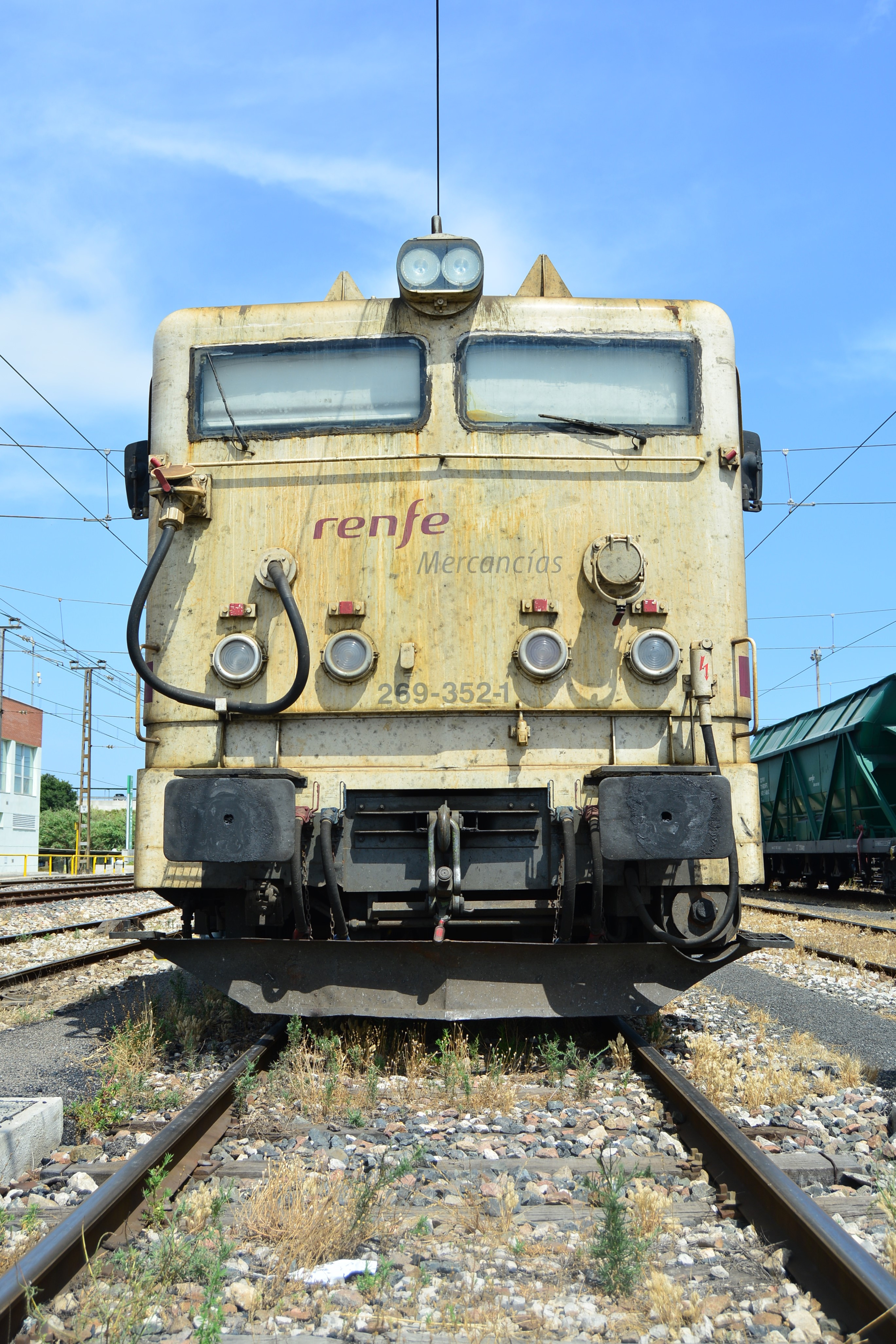
Testero de la 269.352

De toda la serie 269, estas son las únicas que sólo permiten acoplar en mando múltiple hasta 2 unidades, el resto permite 3 locomotoras.
La subserie fue apartada del servicio comercial en diciembre de 2007, y dos de sus locomotoras fueron preservadas en 2008, La 601 por parte del museo del ferrocarril de Galicia (MUFERGA), y la 604 "Gato Montés" por la AAFM, para traccionar sus trenes chárter o túristicos.

## Subseries reformadas
Las siguientes subseries provienen de renumeraciones de las locomotoras originales la mayoría de ellas reformadas con un cambio de bogies birreductores a monoreductores y por tanto destinadas exclusivamente a un tipo de tráfico. Las renumeraciones no tienen ningún criterio cronológico.

### Subserie 269.350
Fue creada en 2008 y constituida por 6 parejas ("tandem") de dos locomotoras cada una de la subserie 900 (procedentes, a su vez, de la subserie 200) dotadas de monoreductora a 100 km/h para remolcar trenes de mercancías. Con un total de 6 parejas transformadas (351 a 356); así la 269.351 ha sido formada a partir de las 269.245 y 269.234. 3 de estas parejas se encuentran en servicio por parte de CEFSA o athos Rail. Y las otras 3 se encuentran en Talleres Alegría de Lugo de llanera a la espera de su restauración.

### Subserie 269.400

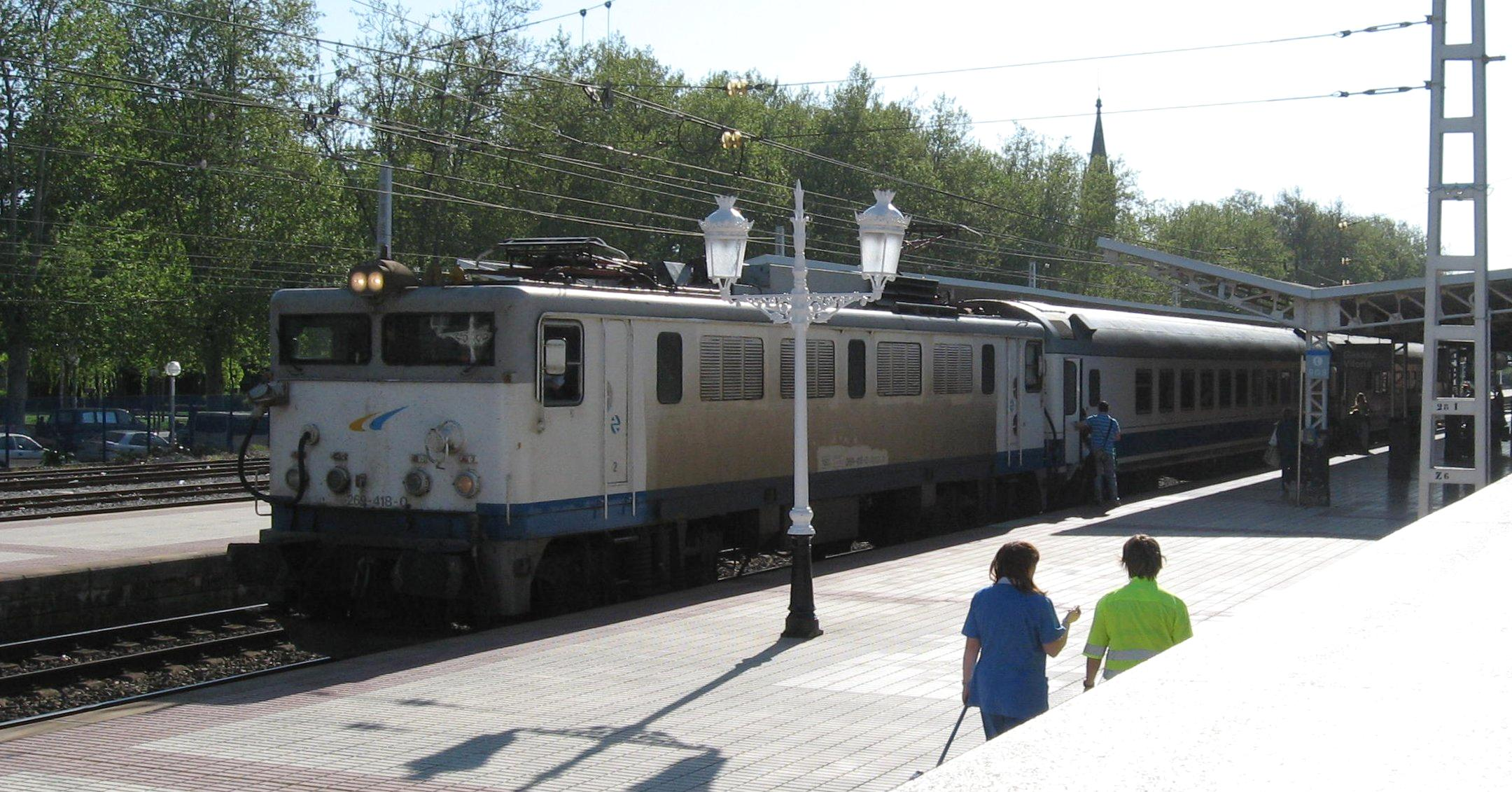
269-418 con decoración Grandes Líneas en Vitoria a punto de salir hacia Irún.

Son 20 locomotoras de la subserie 200 reformadas a locomotora monorreductora a 160 km/h, se utilizaron únicamente para el transporte de pasajeros, aunque también han realizado, de forma puntual, trenes de mercancías. Actualmente  se encuentran desguazadas, a excepción de las 401, 411, 413 y 415 que han sido adquiridas por ALSA Rail.

### Subserie 269.700
Esta subserie consta de 18 locomotoras para mercancías con bogies monorreductores a 120 km/h, durante un tiempo estas locomotoras se acoplaron de dos en dos y se renumeraron como subserie 750. Posteriormente se separaron y volvieron a numerarse en la serie 700 hasta que en el año 2009 se volvieron a acoplar las locomotoras de esta subserie, volviéndose a formar la subserie 750.

### Subserie 269.750
Esta subserie consiste en 9 parejas de locomotoras renumeradas de la subserie 700 y acopladas en mando múltiple permanente. Esta serie fue creada en el año 2002 y en 2005 volvieron a separarse (recuperando las locomotoras su numeración original de la subserie 700). En el año 2009 se volvieron a acoplar algunas locomotoras de la subserie 700, volviéndose a formar esta subserie.

### Subserie 269.800

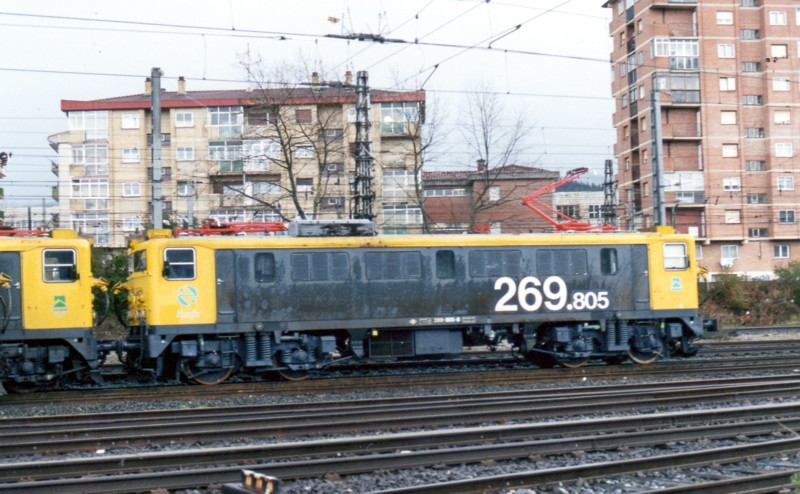
Locomotora 269-805 en decoración tracción o taxi.

Esta subserie que ya no existe constaba de 14 locomotoras para mercancías reformadas a monoreductoras a 100 km/h, provenientes de la subserie 0. Actualmente se han renumerado las 14 a 850.

### Subserie 269.850
Esta subserie son 7 parejas de locomotoras acopladas en mando múltiple permanente, es una renumeración de la subserie 800. Actualmente Low Cost Rail posee las parejas 269.851 (Virgen de la luz) y 269.857 (siempre Maru), que luce los colores corporativos de esta empresa.

### Subserie 269.900
Esta subserie son 23 unidades reformadas a monoreductoras a 140 km/h provenientes de la subserie 200. Sólo se utilizan para servicios de Larga Distancia. 4 de ellas fueron enviadas a Chile junto algunos coches de la Serie 10000 para cubrir el extinto servicio TerraSur Santiago-Temuco, trabajaron como apoyo en el servicio TerraSur Santiago-Chillán hasta inicios del 2010 antes del terremoto del 27F junto a los UTS-444. Actualmente 3 de las 4 locomotoras han sido retiradas y descansan en la casa de máquinas de la "Maestranza San Eugenio" en Santiago. El 2020 los trabajadores de la Maestranza San Eugenio se encargaron de reacondicionar la locomotora E-269-01 para que vuelva a prestar servicio en trenes de pasajeros de la Empresa de Ferrocarriles del Estado, mientras solo hace viajes turísticos.

### Subserie 269.950
Esta subserie para mercancías corresponde a 19 locomotoras reformadas con bogies monoreductores a 100 km/h provenientes de la subserie 200, aunque hubo un paso intermedio con 3 de ellas que formaron la serie 299 de Renfe, pero finalmente esa serie desapareció y se incluyeron a este grupo.

## Galería

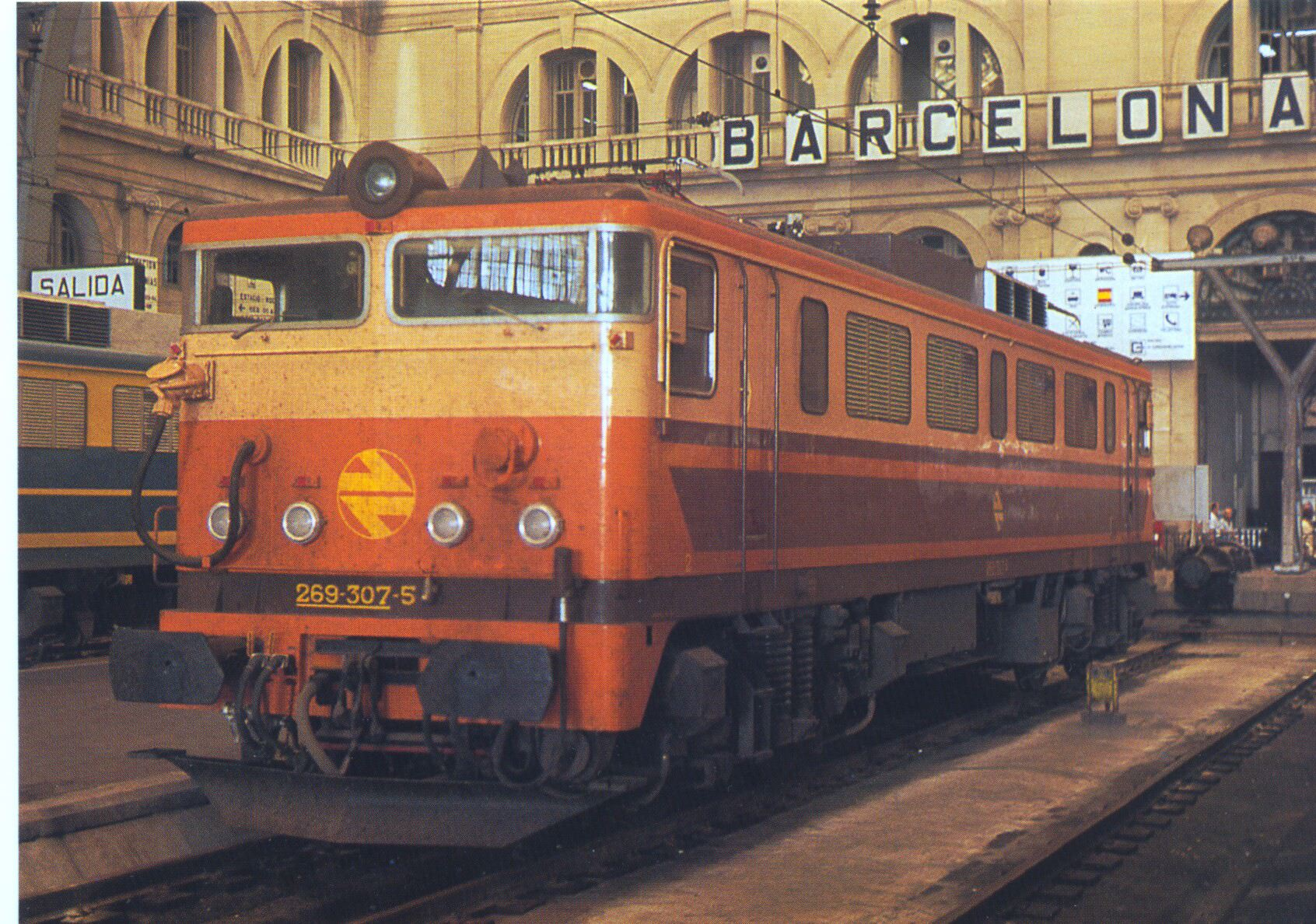
269-307 con librea Estrella.
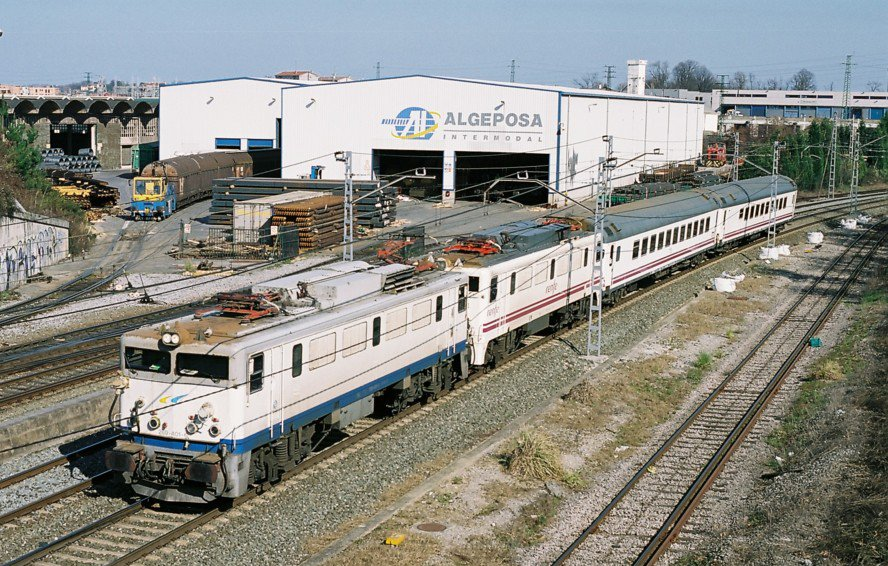
Locomotoras 269-401 y 269-406 con librea de Grandes Líneas y Renfe Operadora, respectivamente.
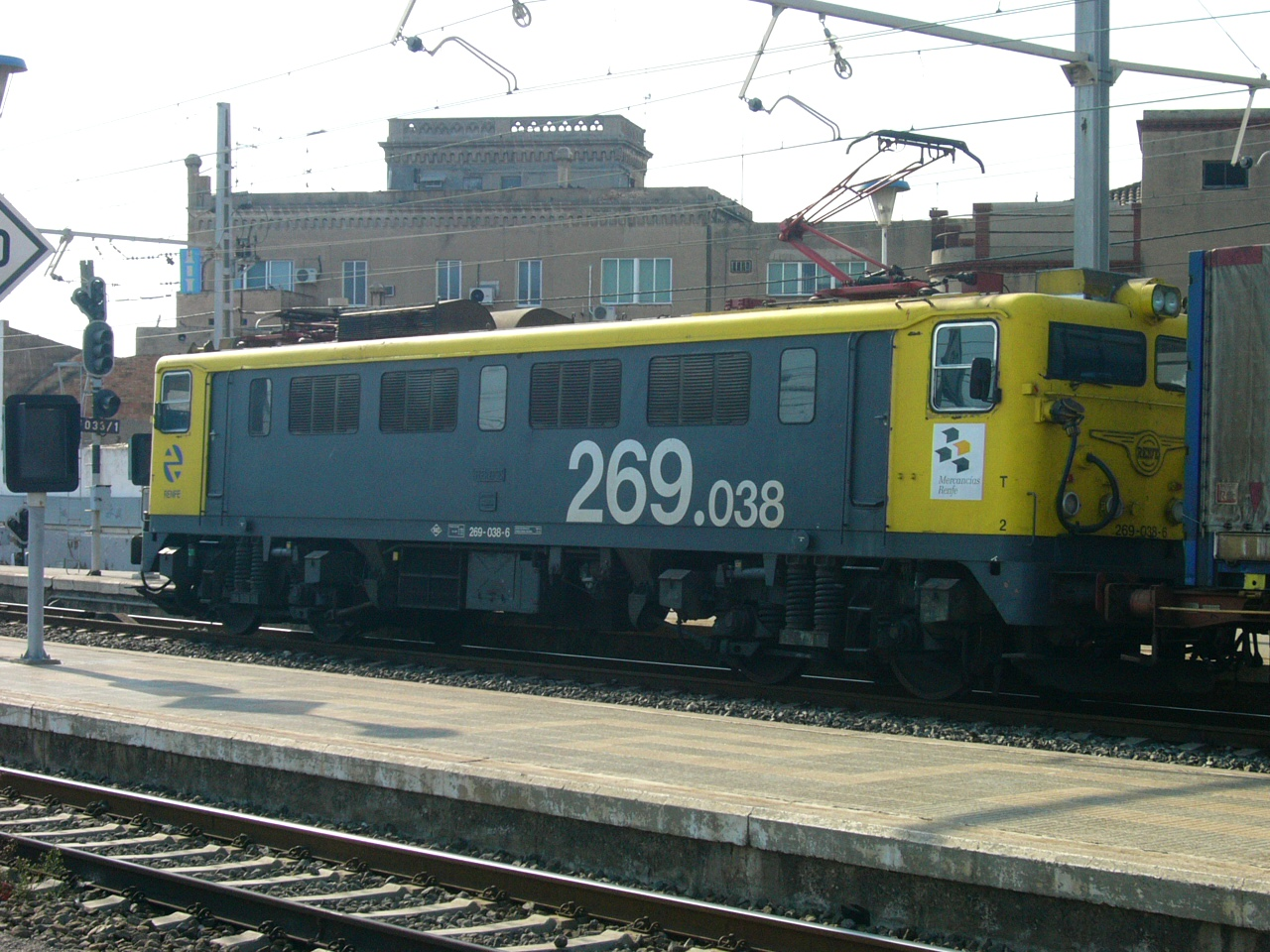
269-038 con librea de Tracción.
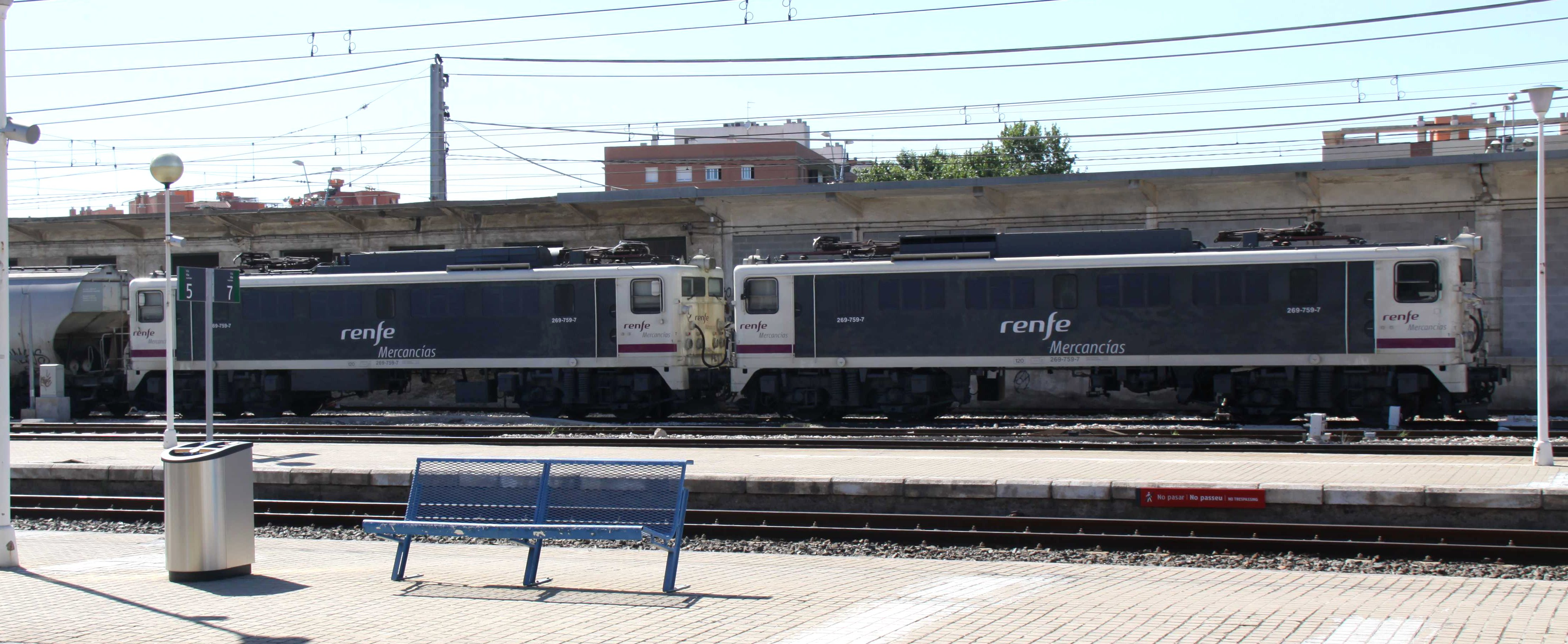
269-759 con librea Pantone para Mercancías.
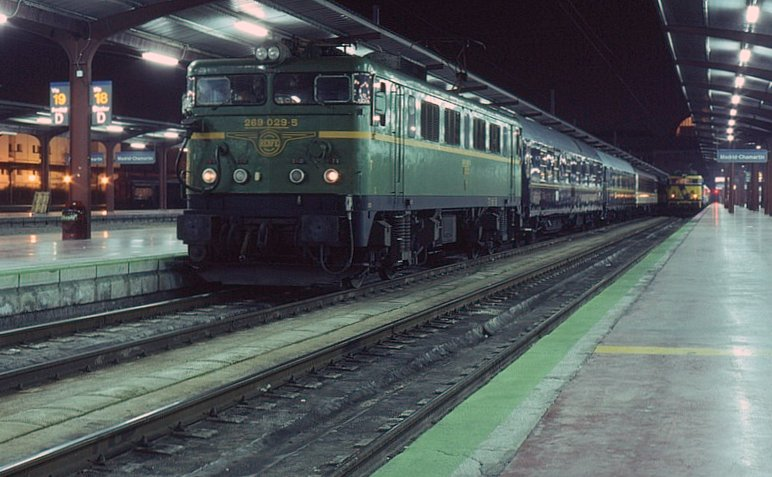
269-029 con librea verde de pintura original.
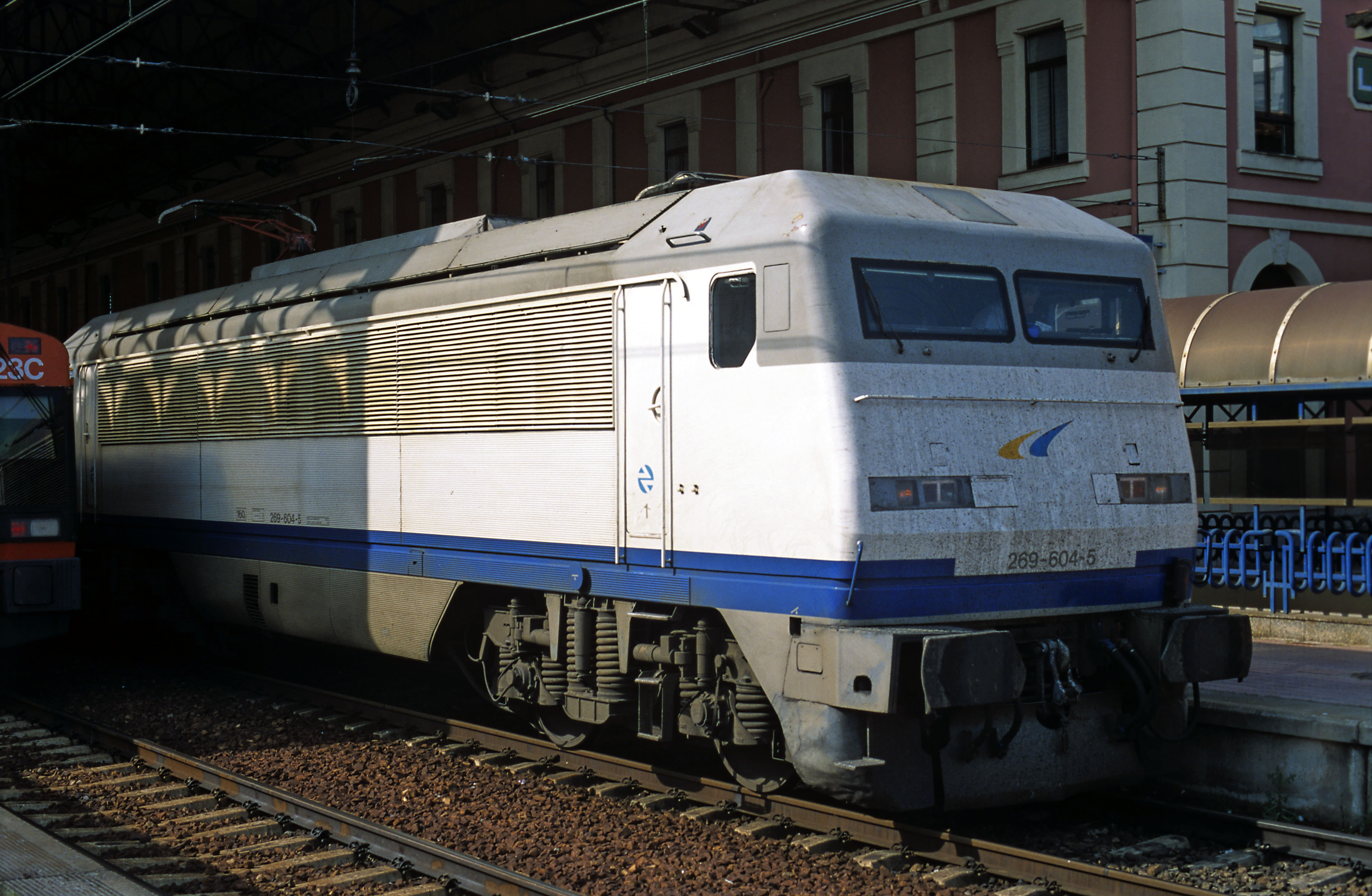
269-604 "Gato montés" con librea Danone.